# Enid Balint
Pour les articles homonymes, voir Balint.
Enid Balint, née le 1er décembre 1903 à Londres et morte le 19 juillet 1994, est une psychanalyste et travailleuse sociale britannique. Elle a notamment contribué, avec Michael Balint, à la création des groupes Balint.

## Biographie
Enid Flora Albu est née à Londres, le 12 décembre 1903. Elle fait ses études secondaires à la Hampstead High School (Londres) et au Cheltenham Ladies' College. Elle obtient une licence d'administration publique à la London School of Economics (1922-1925). Elle épouse en 1926 Robert N. Eichholtz, philologue et universitaire, ils ont deux filles
Pendant la Seconde Guerre mondiale, elle participe à l'organisation et à l'administration de la Charity Organisation Society, qui vient en aide aux familles dont le logement a été détruit lors des bombardements de la Bataille d'Angleterre. 
En 1948, elle participe à la fondation du Family Discussion Bureau, mené conjointement par des travailleurs sociaux du Family Welfare Association et des psychanalystes, qui prend le nom de Tavistock Relations et forme les travailleurs sociaux au soutien apporté aux familles. Elle tient un rôle essentiel dans la mise en place institutionnelle de l'organisation, avec deux autres femmes, Alison Lyons et Lily Pincus. Faisant le constat que les difficultés familiales par les couples qui venaient en consultation ne relevaient pas uniquement de causes matérielles, mais devaient être prises en compte sur le registre psychologique et émotionnel, elles ont recours à une approche psychanalytique des situations. Enid Albu se forme d'abord comme psychanalyste avec John Rickman, puis avec Donald Winnicott. C'est dans ce cadre qu'elle est amenée à rencontrer et à collaborer avec le psychiatre et psychanalyste Michael Balint, connu pour ses études sur la relation médecin-patient.
Elle l'épouse le 2 janvier 1953, après avoir divorcé de son premier mari. Ils collaborent pour des cours et des conférences jusqu'à la mort de Michael Balint, en 1970. 
En 1963, Enid Balint devient analyste didacticienne de la Société britannique de psychanalyse où elle adhère au Groupe des Independants et dirige l'Institut de psychanalyse, rattaché à la Société psychanalytique, de 1970 à 1974. Elle s'occupe de la « formation-recherche » (« Training cum research ») des médecins généralistes à la Tavistock Clinic jusqu'en 1965. En 1968, elle donne une conférence publiée ultérieurement sous le titre The Possibilities of Patient-Centered Medicine. Ses publications ont été publiés en 1993 sous l'intitulé ses papiers Before I was I : Psychoanalysis and the Imagination.
Après la mort de Michael Balint, elle veille à la permanence du mouvement balintien et prend la présidence d'honneur de la fédération internationale. Elle se remarie en 1976 avec Robin H. G. Edmonds, diplomate et historien. Elle meurt le 30 juillet 1994, après une opération chirurgicale.

## Les groupes Balint
À partir de 1948, Michael et Enid Balint développent le dispositif connu comme le groupe Balint. Destiné aux médecins généralistes, ce dispositif fait appel à la fois à une méthode de travail social créée aux États-Unis puis qui s'est développée au Royaume-Uni, le case-work, ou « travail de cas » et à la théorie psychanalytique, prenant en compte la régression dans le cadre ordinaire de la consultation médicale à laquelle est confronté le médecin. L'objectif du travail est d'investiguer le contre-transfert du médecin à l'égard de son patient, en utilisant dans le setting groupal le recours à l'association libre. La théorie sous-jacente est exposée dans l'ouvrage de Michael Balint, Le médecin, son malade et la maladie (1957). Il s'agit, pour le médecin, par un travail approprié, de laisser émerger la psychodynamique des échanges qu'il a avec son patient.

## Publications
- Remarques concernant les métaphores de Freud à propos du « miroir » et du « récepteur », Le Coq-Héron, 2013/2, no 213, p. 87-93.
- « The possibilities of patient-centered medicine », J. Roy. Coll. Gen. Practit., 1969, 17, p. 269-276.